# Лапаи (город)
Лапаи (англ. Lapai) — город, район местного управления и традиционное мусульманское государство хауса (эмират) в Нигерии, в штате Нигер, в 80 километрах восточнее города Бида, южнее города Минна, западнее города Абуджа, севернее речного порта Баро. Город расположен западнее реки Гурара, левого притока Нигера. Население района местного управления 110 127 человек (2006). Около 10% населения понимают хауса.
По северной окраине города проходит шоссе A124.
Первоначально Лапаи был заселен людьми гбари (гвари), которые подчинялись городу-государству хауса Заззау, а после 1804 года — эмирату фулани Зариа (на севере). В 1825 году фулани обратились к эмиру Гванду (Гандо), повелителю западных эмиратов фулани, с просьбой создать новый эмират, независимый от эмиратов Зариа и Агайе (на западе). В 1825 году был основан эмират Лапаи. 
Город Лапаи был сожжён после того, как эмират оказал военную помощь Биде в её кампании против британской Королевской Нигерской компании в 1897 году. Эмират был включён в состав провинции Нигер в 1908 году. В 1938 году его традиционная столица была перенесена в Бадегги-Лапаи (Badeggi-Lapai, ныне Бадегги, Badeggi), в 14 км к востоку от города Бида.
Лапаи служит рынком для торговли сорго, ямсом, рисом, просом, орехами ши, арахисом и хлопком, выращенным в этой области народами гбари и нупе. Рис на заливных полях культивируется в поймах рек Гурара и Нигер. Государственный диспансер Лапаи расположен к востоку от Агайе по дороге в Абуджу.
Эмиром Лапаи с 2002 года является Умару Баго Тафида.